# 肩幅
| ウィキペディアには「肩幅」という見出しの百科事典記事はありません（タイトルに「肩幅」を含むページの一覧/「肩幅」で始まるページの一覧）。 代わりにウィクショナリーのページ「肩幅」が役に立つかもしれません。 |